# DJ Tomekk
DJ Tomekk (наст. имя — То́маш Ку́клич (пол. Tomasz Kuklicz); род. 11 октября 1975, Краков, ПНР) — немецкий диджей и продюсер, хип-хопер.

## Биография

### Ранняя юность
Томаш родился в Кракове. Его отец был марокканским пианистом, а мать — визуальным художником. В возрасте десяти лет Куклич впервые встретил диджея и был вдохновлён диджеингом. В том же году его отец эмигрировал в Германию. Томаш последовал за ним в Западный Берлин, где жил в Веддинге и учился в средней школе Diesterweg. Пять лет спустя его отец умер. Таким образом, 15-летний юноша осиротел. Опеку над ним взял город Берлин, в результате чего Томаш достиг совершеннолетия в детском доме «Бодрость», в берлинском районе Wedding. За это время он встретил Сидо, который был на пять лет младше него, и который позже посвятил Томашу песню T.O.M.E.K.K. в альбоме Numma Eyns. Tomekk был на берлинской граффити-сцене, где он выиграл приз за граффити.

### Запись, сделки и собственное радио-шоу
В возрасте 15 лет он заключил свой первый контракт на запись с лейблом Stuff Records, а в 1991 году выпустил сингл «OC Featuring MC Mis One» с песнями «Wait In Love For You» и «Art Gangster Rap». 1 января 1993 года Берлинская станция Kiss FM была запущена под девизом «Only Black Music» из пекарни в Нойкёльне. Семнадцатилетний хип-хоп диджей Tomekk получил своё собственное радио-шоу в стиле хип-хоп, которое он назвал «Boogie Down Berlin».

### Успех в Америке
В 1993 году легенда хип-хопа Кёртис Блоу пришла на интервью в шоу «Boogie Down Berlin» для DJ Tomekk на Kiss FM. По совпадению, Кёртис Блоу потребовалась замена диджея на короткий срок, и тот решил попросить Томаша. DJ Tomekk был теперь диджеем Кёртис Блоу, и оба гастролировали в течение года по США. Они играли на Восточном и Западном побережье, в том числе в Балтиморе перед 300 000 человек — в тюрьме на острове Рикерс, в Нью-Йорке, в Лас-Вегасе и Лос-Анджелесе. Обладая особым статусом «Крестного отца хип-хопа», Кёртис Блоу стоял в конфликте Восточное побережье — Западное побережье за пределами споров между рэперами (биф). Так, Tomekk by Кёртис Блоу из M.O.P. пока Dr. Dre. Все известные хип-хоп артисты встречаются. П. Дидди участвовал в туре в качестве танцора. В то время было необычно для белого человека быть на американской сцене хип-хопа. В то время Эминем не был известен, и только через два года он взял себе сценическое имя.
В ноябре 1993 года Tomekk был удостоен чести за свою работу город Лос-Анджелес за мир и международное понимание. В 1994 году DJ Tomekk стал первым неамериканским американцем, номинированным на 1-ю ежегодную премию Rap Music Award. Хотя он был едва известен в Германии, он уже появлялся в США вместе с Run-D.M.C., Wu-Tang Clan, LL Cool J и KRS One. После этого DJ Tomekk гастролировал с Кёртис Блоу по Европе, но тур по Франции длился несколько недель.
Вернувшись в Германию, DJ Tomekk принял участие в трёх клубах: Strike, Tabou Berlin и Alcatraz. Там он также выступал в качестве постоянного диджея и диджея в других Берлинских клубах, например, регулярно в ките / бугалу. DJ Tomekk всё активнее становился музыкальным продюсером. Он производится в основном для американских художников. Под разными синонимами — как Atomek Dogg — он выпускает альбомы и ремиксы. В 1996 году DJ Tomekk работал с Lauryn Hill и выпустил ремикс «Fu-Gee-La-La» для Fugees. В Германии он публикует различные сборники и микстейпы, где он часто объединяет американских и немецких исполнителей в одну песню. Кассеты были сначала скопированы на станцию копирования кассет. Семплер Black Club Groove достигает 16 места в сборниках. schafft es auf Platz 16 der Compilation-Charts. Как работает распределение крана, можно увидеть в видео, которое я живу для хип-хопа, которое играет в современном Soho House Berlin.
В 1998 году он основал офис хип-хопа в Берлине с Ронни «Эрни» Болдт, соседом по комнате его сообщества, живущего в квартире в Берлине-Митте, который до сих пор служит музыкальным менеджером в Германии успешных исполнителей хип-хопа, таких как Alligatoah, BRKN и Raf Camora. и Гвидо Шульц, его более поздний менеджер. Томекк экспериментировал с музыкантами из разных жанров и гастролировал, например, с группой Reality Brothers в качестве вступительного акта на Reggae Summer от Ziggy Marley, где миксы между регги и хип-хопом игрались, а позже он нашёл группу Seeed.
В 1998 году он выпустил ремикс The Boy Is Mine для Брэнди & Моники, который провёл 27 недель в американских чартах и вывел его там на первое место. 9 ноября 1999 года американская Boy рэперша Ив выпустила Hot Boyz с ремиксом Tomekk, поднялся на 5-е место в чартах США и пробыл 21 неделю.
Берлинский художник граффити Эрик «Specter» Ремберг, позже соучредитель лейбла Aggro Berlin, в то время работал арт-директором и режиссёром в постановках DJ Tomekk. Второй сингл «Я живу для хип-хопа» в сотрудничестве с GZA, Prodigal Sunn, Curse и Stieber Twins был 11-м в чартах Media Control. Для Sabrina Setlur он создал ремикс на песню «Hija» с немецкими рэперами Cora E. и Brixx, который оставался в немецких чартах в течение 35 недель. DJ Tomekk выиграл Juice Award как лучший продюсер в том же году.

### С 2000 по 2010 год
В 2000 году Томекк выпустил ремикс Anything с рэпером Jay-Z. Песня достигла № 18 в британских чартах. DJ Tomekk получил комету как лучший национальный новичок. В октябре вышел его ремикс «Ты и я» от LL Cool J; в 2001 году была выпущена песня I Like Girls with Кулио. Кулио и Томекк сочиняли музыку вместе с 1999 года. В 2002 году было выпущено ещё одно сотрудничество, Ghetto Square Dance.
В 2001 году DJ Tomekk переехал в Нью-Йорк и вошёл в студию с американским баскетболистом и рэпером Шакилом О’Нилом. Их музыка использовалась в общеамериканской рекламной кампании «Не пей за рулём» против вождения в нетрезвом виде правительством США при Обаме, музыку которого всегда рисовали известные музыканты, и уже в 1984 году Майкл Джексон был удостоен чести. В том же году DJ Tomekk выпустили американского музыканта и актёра Ice-T и Сандру Насич, певицу Guano Apes, сингл Beat of Life, который был в девяти неделях в немецких чартах (12-е место). Вскоре после этого DJ Tomekk продюсировал нью-йоркского рэпера Prodigal Sunn и рэпера Liroy, известных в Польше, песни Prosto Z Polski и Return of Hip-Hop с KRS-One, в которых участвовали немецкий рэпер Torch и MC Rene. Для этого DJ Tomekk снял видео с главными героями, в котором хип-хоп был восстановлен персоналом больницы. Песня заняла 5 место в немецких чартах. Вскоре DJ Tomekk выпустил свой первый альбом, который также носил название Return of Hip Hop.
В том же году Нена выпустила свой сингл Leuchtturm с ремиксом от DJ Tomekk. В 2001 году неизвестный немецкий рэпер Сидо Томекк создал дубликат Arschficksongs и впервые сыграл его в Германии в модных клубах. С американским рэпером Lil’ Kim ему удалось с песней Kimnotyze ещё один топ-10 хит в Германии.
Nothing But You был синглом 2003 года, выпущенным Полом ван Дайком в сотрудничестве с британской группой Hemstock & Jennings, с участием вокалиста транса Яна Джонстона и певца Кима. Эта песня была переизданием сингла Hemstrong & Jennings Arctic, выпущенного в 2002 году, выпущенного с ремиксом DJ Tomekk и включённого в саундтрек EA Games Fifa Football 2004 и его ремикс Cirrus в «Need For Speed: Underground 2». Она достигла # 14 в британских чартах синглов и # 6 в US Hot Dance Club Play. Производство DJ Tomekk для Пола ван Дейка было номинировано на премию Грэмми. В 2003 году Snap! ремикс их мирового хита Ooops Up, выпущенный DJ Tomekk в качестве сингла. DJ Tomekk гастролировал со своей командой Boogie Down Berlin (DJ Noppe, Saeed, Trooper Da Don), где он завершил около 150 выступлений. Начиная с VIVA Comet 2003 DJ Tomekk был номинирован на национальном уровне как лучший исполнитель.
Ganxtaville Pt. III был продюсером DJ Tomekk с американским рэпером Kurupt, немецким рэпером Tatwaffe и немецко-турецким певцом G-Style и оставался в течение восьми недель в топ-10 немецких сингловых чартов. В 2004 году вышел сингл My Block Сидо с ремиксом от DJ Tomekk.
В последующие годы DJ Tomekk работал вместе с такими артистами, как MC Lyte, Xzibit, Noreaga, B-Tight, Montell Jordan, Truth Hurts, Horace Brown, Black Ivory и Harris над своим новым альбомом Numma Eyns, который он, наконец, опубликовал в 2005 году. Одиночный прыжковый прыжок (feat Fler) занял третье место в немецких чартах. Для Jump Jump у DJ Tomekk был Эрик «Спектер» Ремберга, который тем временем основал Aggro Berlin — снимал самое сложное немецкое видео хип-хопа. с «Deutschland» в 2019 году Спектер снял самое захватывающее видео для Rammstein. На видео другой известный немецкий рэпер выступал в качестве гостя. На VIVA Comet 2005 DJ Tomekk был номинирован как лучший исполнитель.
В конце 2006 года DJ Tomekk выпустил микстейп The Next Generation. Это он произвёл вместе с Бусидо и многочисленными новичками, чтобы поддержать их. В 2007 году DJ Tomekk выступит в Новосибирске. В 2009 году DJ Tomekk выпустил саундтрек для марки напитков «Ständer», а в сентябре 2009 года в Лос-Анджелесе для вечеринки в особняке Playboy Mansion. Были приглашены немецкие рэперы Xatar и Сидо; Ксатар был заключён в тюрьму.
В 2010 году на польском лейбле появился кодекс чести студийного альбома Dj Tomekk и Toony со многими немецкими и польскими исполнителями, в том числе Kollegah и Farid Bang.

### С 2011 по сегодняшний день
DJ Tomekk работает радио-диджеем и по сей день играет почти каждые выходные в клубах и фестивалях по всему миру — но особенно в Америке и немецкоязычных странах. В 2012 году он сделал гол в Америке. Tomekk отправляется в Америку. В 2013 году американский вокалист и автор песен Dawn Richard выпустил сингл Riot с ремиксом Tomekk. По случаю их 20-летия на сцене DJ Tomekk и Kurtis Blow выпустили сингл «The Legendary Hip Hop Sway» вместе в 2013 году под лейблом «Boogie Down Berlin» и выиграли золотой рекорд. В 2016 году он выпустил сингл Lonely под своим именем с Данте Томасом. В видео, снятом на Мальдивских островах, бывшая девушка Сидо Дорин Штайнерт играет главную роль. В 2017 году в Театре на Потсдамской площади было организовано танцевальное шоу хип-хоп Berlin Nights, где один из главных героев — DJ Tomekk. DJ Tomekk взял на себя музыкальное руководство и производство музыки.
DJ Tomekk считается неотъемлемой частью американской и немецкой хип-хоп сцены 1990-х годов и среди основателей лейбла как пионер и пионер в развитии немецкого хип-хопа. Он работал докладчиком в Kiss FM Berlin, 1 Live и Jam FM, а в Германии его видели в качестве ведущего на MTV (MTV Streetlive) и VIVA. Под синонимом DJ Tomekk представлен на более чем 500 различных звуковых носителях по всему миру. DJ Tomekk объявил, что он работает под псевдонимами, чтобы попробовать что-то новое и освободиться от давления, чтобы добиться успеха.
DJ Tomekk выпускает сингл с Дрейком и Тайгой 6 сентября года.

## Песни
- DJ Tomekk feat. Grandmaster Flash, Flavor Flav (Public Enemy), Jazzy Jeff, MC Rene, Afrob: «1, 2, 3 Rhymes Galore» (1999)
- DJ Tomekk feat. Spezializtz, Pot of KMC & Big Sal from Herleckingz: «1, 2, 3 Rhymes Galore» (remix) (1999)
- DJ Tomekk feat. GZA, Curse, Stieber Twins: «Ich Lebe Für Hip-Hop» (2000)]
- DJ Tomekk feat. KRS-One, Torch, MC Rene: «Return Of Hip-Hop» (2001)
- DJ Tomekk feat. Lil Kim & Trooper Da Don: «Kimnotyze» (2001)
- DJ Tomekk feat. Ice-T, Smoothe Tha Hustla, Trigga Tha Gambla & Sandra Nasic (Guano Apes): «Beat Of Life» (2003)
- DJ Tomekk feat. Kurupt, G-Style, Tatwaffe: «Ganxtaville 1 — 3» (2003)
- DJ Tomekk feat. DJ Noppe, Said & Saeed: «Ganxtaville» (video remix) (2003)
- DJ Tomekk feat. G-Style, Tatwaffe, Said & Trooper Da Don: «Dankbar» (2003)
- DJ Tomekk feat. Fler, G-Hot: «Jump, Jump» (2005)

## Альбомы
- Return Of Hip-Hop (2001)
- Return Of Hip-Hop (Limited DVD Album) (2002)
- Beat Of Life Vol. 1 (SMG) (2003)
- Numma Eyns (2005)
- Best Of DJ Tomekk (2006)
- The Next Generation Mixtape (2006/2007)

## Ремиксы

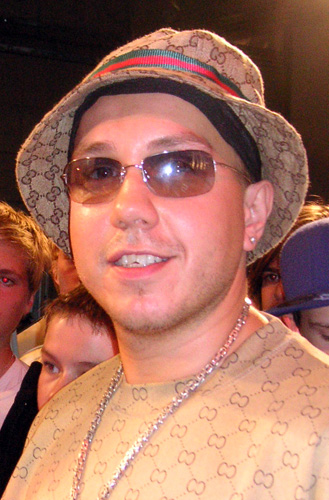
DJ Tomekk (2005)

- Missy Elliot, Nas, EVE & Q-Tip: «Hot Boyz» (video-mix)
- Lil Kim: «The Jump Off» (video-mix)
- Fugeez: «Fu-Gee-La»
- Sido: «Mein Block»
- LL Cool J — "You And Me (video-mix)
- Brandy & Monica: «The Boy Is Mine»
- Monie Love: «Slice Of The Pie»
- Prezident Brown: «Ruff Road» (video-mix)
- Eminem vs. Control Mahete
- Joy Denalane: «Time Heals The Pain»
- Joy Denalane: «Can’t Stop, Don’t Stop»
- Sabrina Setlur: «Hija» (video-mix)
- Yana: «Keep Forgetting»
- DJ Noppe Said & Saeed: «Eye Yey» (original-mix)
- Vanessa S. & Said: «Eye Yey» (video-mix)
- Trooper Da Don & Vanessa S.: "Ride Or Die (I Need You)
- Liroy & Prodigal Sunn: «Prosto Z Polski»
- Coolio 2002 EP Incl. «I Like Girls»
- Shaquille O’Neal: «How You Like That»
- Lexy & K-Paul feat. Atomekk Dokk: «Let’s Play»
- Paul Van Dyk: «Knowledge»
- Spezializtz: «Babsi Flowa»
- Ak’sent: «Zingy»
- Montel Jordan & Bintia: «Saturday Love»
- Smoove D.: «End Of The World»
- Nena: «Leuchtturm»
- Coolio: «Ghetto Square Dance»
- Troop Da Don & Afrika Islam: «Troop»

## Награды
- First Annual Rap Music Award (Las Vegas 1993)
- VIVA&ZDF Comet (Best Newcommer 2000)
- Goldener Bravo Otto 2000
- Silberner Bravo Otto 2002
- Silberner Bravo Otto 2003
- MC Mega Music Award
- 1Live Krone (Best Producer 2000)
- Juice Crowns